# Desmanthidae
Desmanthidae is een familie van sponsdieren uit de klasse van de Demospongiae (gewone sponzen). 

## Geslachten
- Desmanthus Topsent, 1894
- Paradesmanthus Pisera & Lévi, 2002
- Petromica Topsent, 1898
- Sulcastrella Schmidt, 1879